# سيمون بيرد
سيمون بيرد (بالإنجليزية: Simon Bird)‏ هو كوميدي ارتجالي وكاتب سيناريو وممثل بريطاني، ولد في 19 أغسطس 1984 في المملكة المتحدة.

## وصلات خارجية
- سيمون بيرد على موقع IMDb (الإنجليزية)
- سيمون بيرد على موقع ميتاكريتيك (الإنجليزية)
- سيمون بيرد على موقع روتن توميتوز (الإنجليزية)
- سيمون بيرد على موقع ألو سيني (الفرنسية)
- سيمون بيرد على موقع أول موفي (الإنجليزية)
- سيمون بيرد على موقع قاعدة بيانات الفيلم (الإنجليزية)
- سيمون بيرد على موقع كينوبويسك (الروسية)